# Soňa Pennigerová
Soňa Pennigerová (* 26. října 1928) je česká a československá lékařka, vysokoškolská učitelka a politička Komunistické strany Československa. Působila jako poúnorová poslankyně Národního shromáždění ČSSR a za normalizace poslankyně Sněmovny lidu Federálního shromáždění (v letech 1969-1971 předsedkyně Sněmovny lidu). Po roce 1968 představitelka kolaborační prosovětské ultralevice v KSČ.

## Biografie
Ve volbách roku 1960 byla zvolena za KSČ do Národního shromáždění ČSSR za hlavní město Praha. Mandát obhájila ve volbách v roce 1964. V Národním shromáždění zasedala až do konce jeho funkčního období v roce 1968.
K roku 1968 se profesně uvádí jako asistentka lékařské fakulty z obvodu Praha-Nové Město. Profilovala se jako odbornice v oboru pediatrie.
26. září 1968 byla kooptována za členku Ústředního výboru Komunistické strany Československa. XIV. sjezd KSČ ji ve funkci potvrdil. Po roce 1968 patřila k ultralevicové prosovětské kolaborační skupině v KSČ (Levá fronta). Její promoskevský radikalismus byl dokonce tak vypjatý, že po Sovětském svazu žádala po roce 1968 ještě jednu vojenskou invazi a podporovala odchod nejen reformistů z doby Pražského jara, ale i lidí jako Gustáv Husák či Vasil Biľak. Fakt, že ji Husák přesto ponechal v ÚV KSČ i po roce 1969, interpretuje historik Jan Rychlík jako výraz Husákovy sebedůvěry a vzkaz, že se nebojí kritiků.
Po federalizaci Československa usedla roku 1969 do Sněmovny lidu Federálního shromáždění (volební obvod Praha 2-Nové Město). V říjnu 1969 se v rámci personálních změn (čistek) v souvislosti s nástupem normalizace stala předsedkyní Sněmovny lidu. Poslanecký mandát obhájila ve volbách roku 1971 a v parlamentu setrvala až do konce volebního období, tedy do voleb roku 1976.